# Xavier Muro i Bas
Xavier Muro i Bas (Sabadell, segle XX) és un jurista i professor universitari, que exercí de secretari general del Parlament de Catalunya entre 2016 i 2021.
Es va llicenciar en Dret el 1980 i en Filosofia el 1985 per la Universitat de Barcelona. És tècnic de l'administració general de la Diputació de Barcelona i secretari d'ajuntament en excedència des que es va incorporar al Parlament.
Lletrat del Parlament des del 1992, el 2000 va esdevenir la direcció de Govern Interior al Parlament de Catalunya. Del 1992 al 2012 va ésser professor de Dret Constitucional a la Universitat Pompeu Fabra. Des del 4 d'octubre del 2016 esdevingué secretari general en substitució de Pere Sol, que va dimitir del càrrec després d'estar en funcions argumentant motius personals.
Abans que el Parlament votés la llei del referèndum sobre la independència de Catalunya va advertir la presidenta, Carme Forcadell, de les conseqüències legals de fer-ho, en interpretar que la sentència del Tribunal Constitucional d'Espanya i l'aprovació de la llei entraven en conflicte. També es va negar a publicar al Butlletí Oficial del Parlament la proposició de llei del referèndum.
El 2020, Muro va decidir personalment d’executar la retirada de l’acta de diputat del president de la Generalitat de Catalunya, Quim Torra, en el cas de la pancarta del Palau de la Generalitat perseguit per la Junta Electoral espanyola. Mesos més tard, l’agost d’aquell mateix any, Muro va negar-se a publicar una resolució aprovada pel ple del Parlament contra el rei espanyol.
El 22 de juny de 2021 la presidenta del Parlament, Laura Borràs, proposà la seva substitució per Esther Andreu, decisió que es feu efectiva l'1 de juliol.